# Marco Bode
Marco Bode (Osterode am Harz, 23 de julho de 1969) é um ex-futebolista alemão que atuava como meia-atacante ou lateral-esquerdo.

## Carreira

### Início
Jogou pelo clube de sua cidade, o VfR Osterode, depois se transferiu para o time amador do Werder Bremen. Ele foi descoberto por Otto Rehhagel e logo foi promovido para a equipe profissional em 1989.

### Werder Bremen
Entre 1989 e 2002, Bode jogou 379 partidas pela equipe principal do Werder, marcando 101 gols, tornando-se, até abril de 2016, o recordista de gols marcados pelo time, quando foi superado pelo peruano Claudio Pizarro. 
Apesar de algumas ofertas através de principais clubes europeus, principalmente o Bayern de Munique, ele permaneceu leal ao Werder Bremen, se aposentando um pouco depois da Copa de 2002. Também era conhecido pelas várias entrevistas inteligentes na TV.

## Seleção Alemã
De 1995 a 2002, participou de 40 partidas pela seleção alemã, marcando 9 gols. Disputou a final da Eurocopa de 1996 e a Copa de 2002, marcando um gol contra Camarões. Aquele foi seu último gol com a camisa do Nationaleif. 
Despediu-se da Seleção na final da Copa, contra o Brasil, onde iniciou o jogo vestindo a camisa 17, teve atuação discreta, sendo substituído aos 39' do 2° tempo por Christian Ziege.

## Títulos
Werder Bremen
- Bundesliga: 1992–93
- DFB-Pokal: 1990–91, 1993–94, [[1998–99
- DFB-Supercup: 1988, 1993, 1994
- UEFA Cup Winners' Cup: 1991–92
- UEFA Super Cup vice: 1992
- UEFA Intertoto Cup: 1998